# 桂枝加竜骨牡蛎湯
桂枝加竜骨牡蛎湯（けいしかりゅうこつぼれいとう）は、漢方薬方剤の一つ。

## 概要
桂枝湯を基本処方として竜骨と牡蛎の二味の生薬を加味したもの。
類似に柴胡加竜骨牡蛎湯がある。

## 適応
証が、裏証（慢性症状）、寒証（冷え）、虚証（虚弱）で気上衝（のぼせ・イライラ・緊張・不安）の者。
小児夜啼症、神経衰弱、性的神経衰弱、遺精、陰萎などに用いられる。

## 組成
桂皮（けいひ）、芍薬（しゃくやく）、大棗（たいそう）牡蛎（ぼれい）、竜骨（りゅうこつ）、甘草（かんぞう）、生姜（しょうきょう）

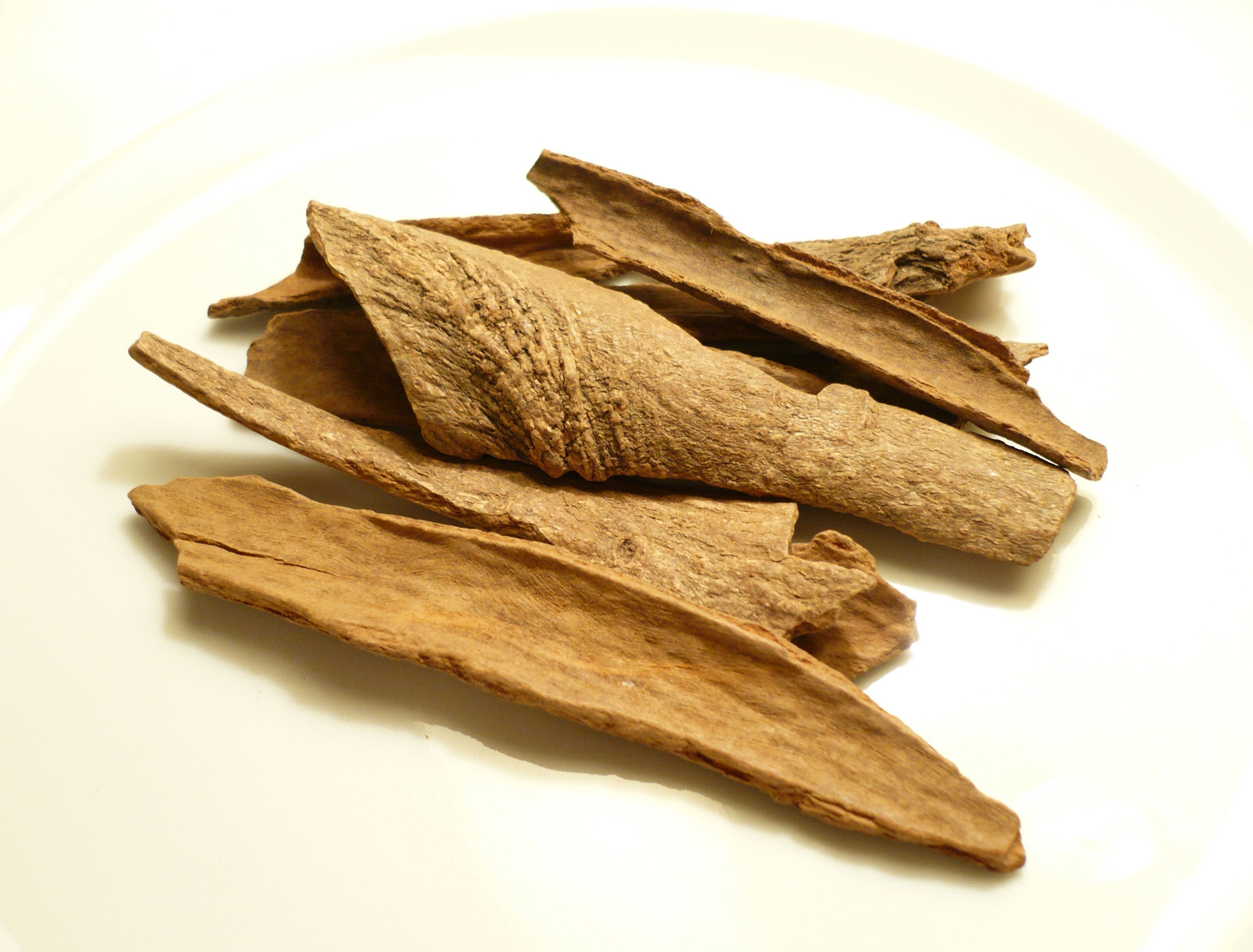
桂皮(ケイヒ)
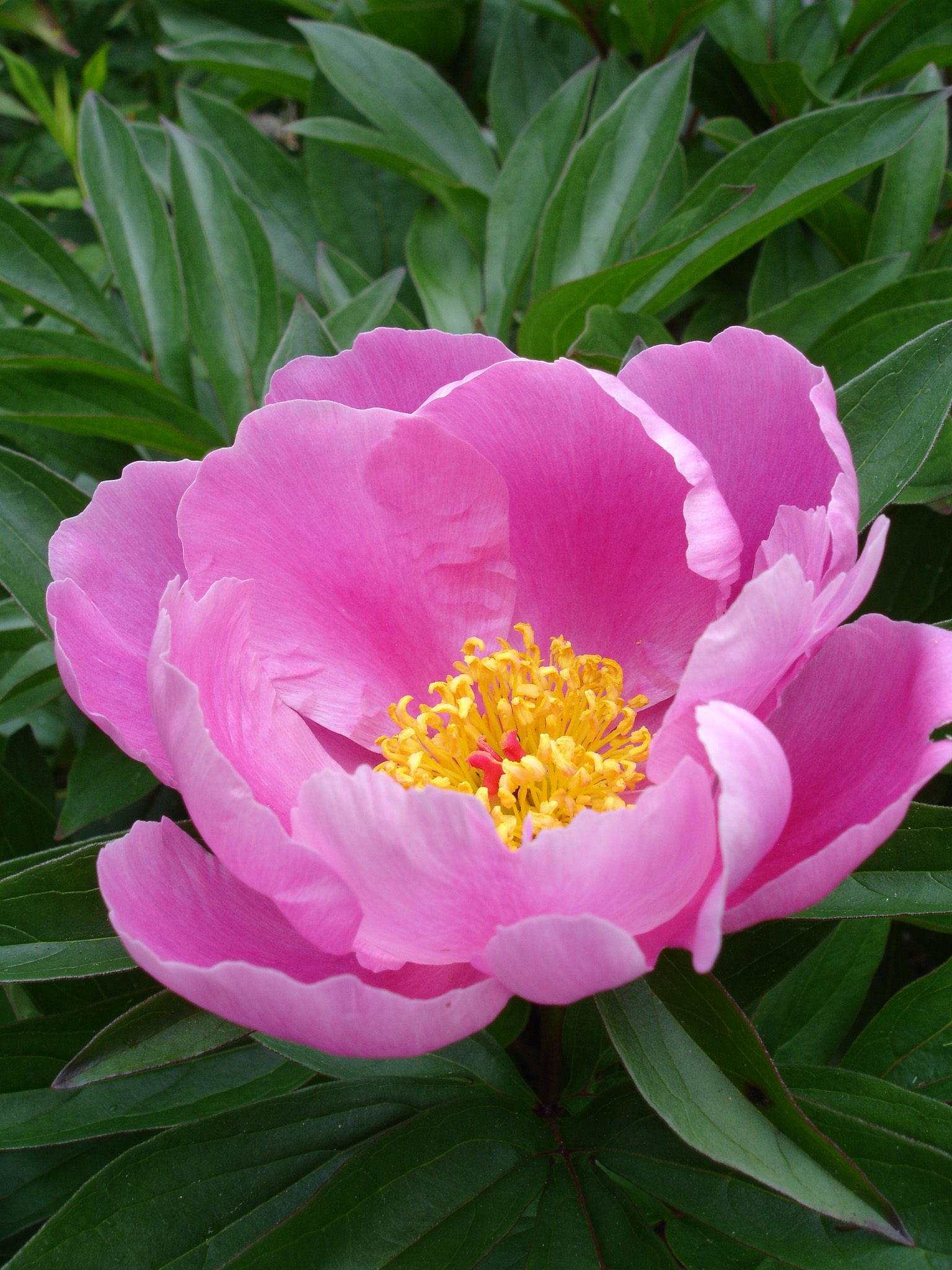
芍薬(シャクヤク)
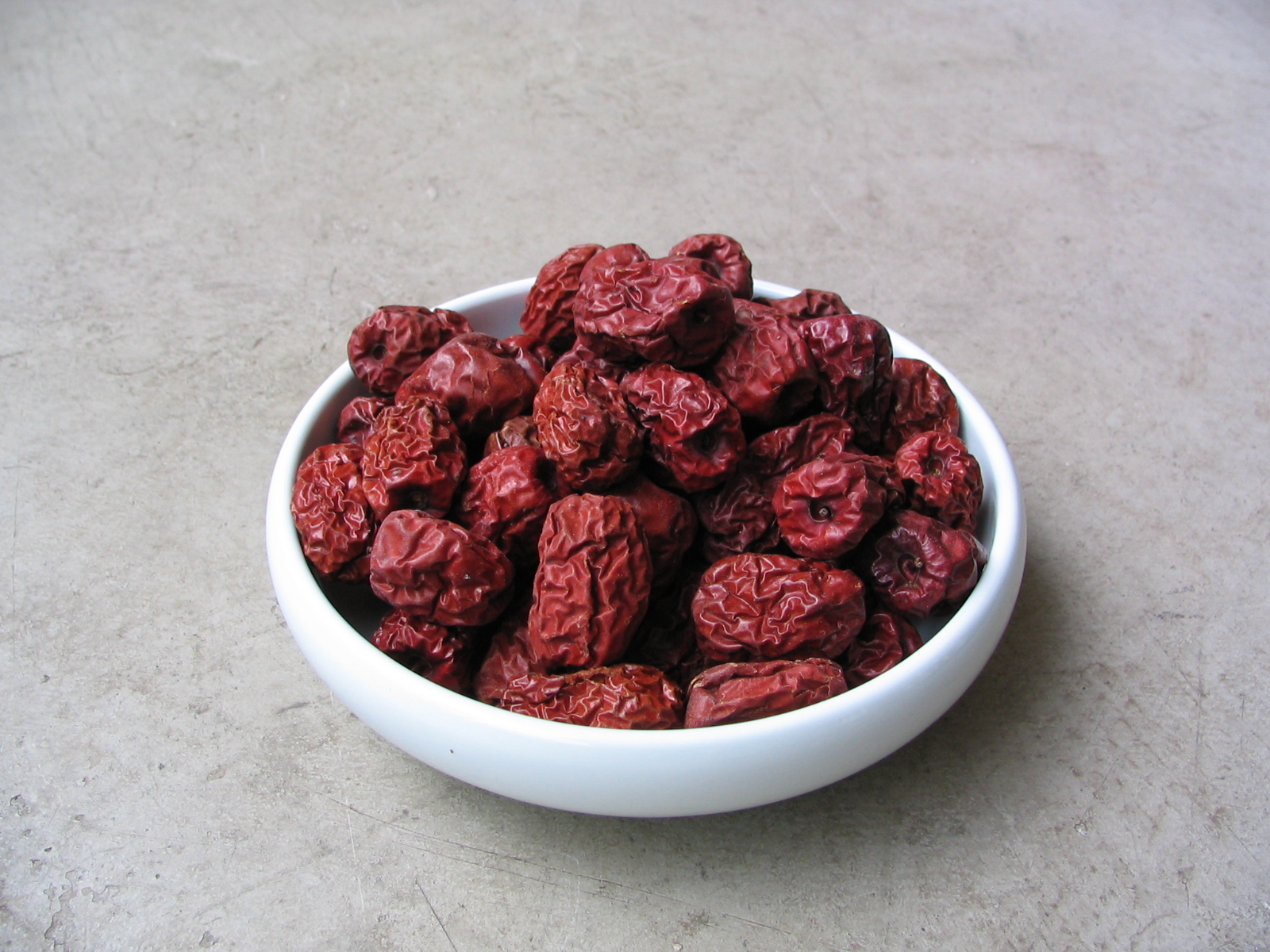
大棗(タイソウ)
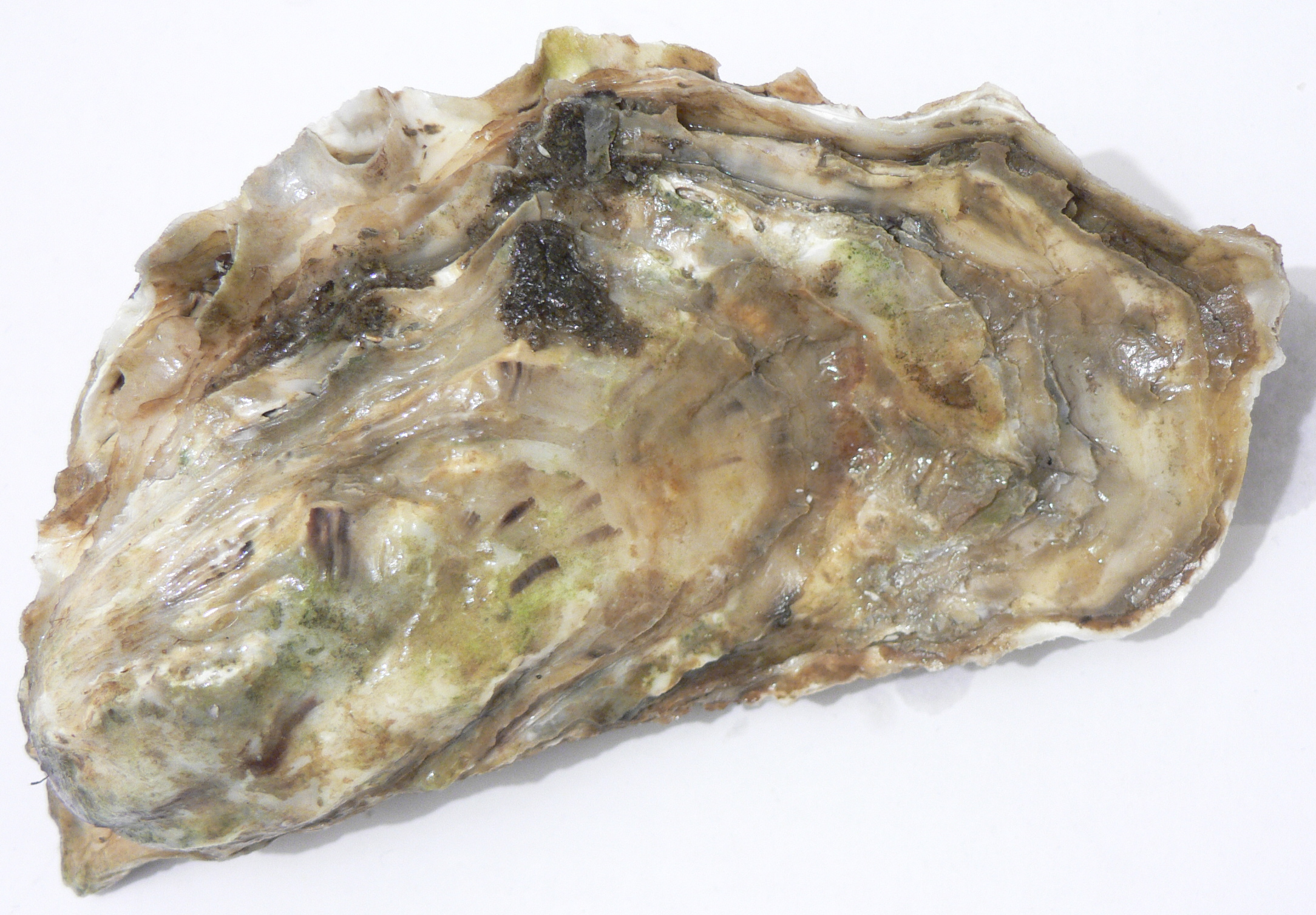
牡蛎(ボレイ)
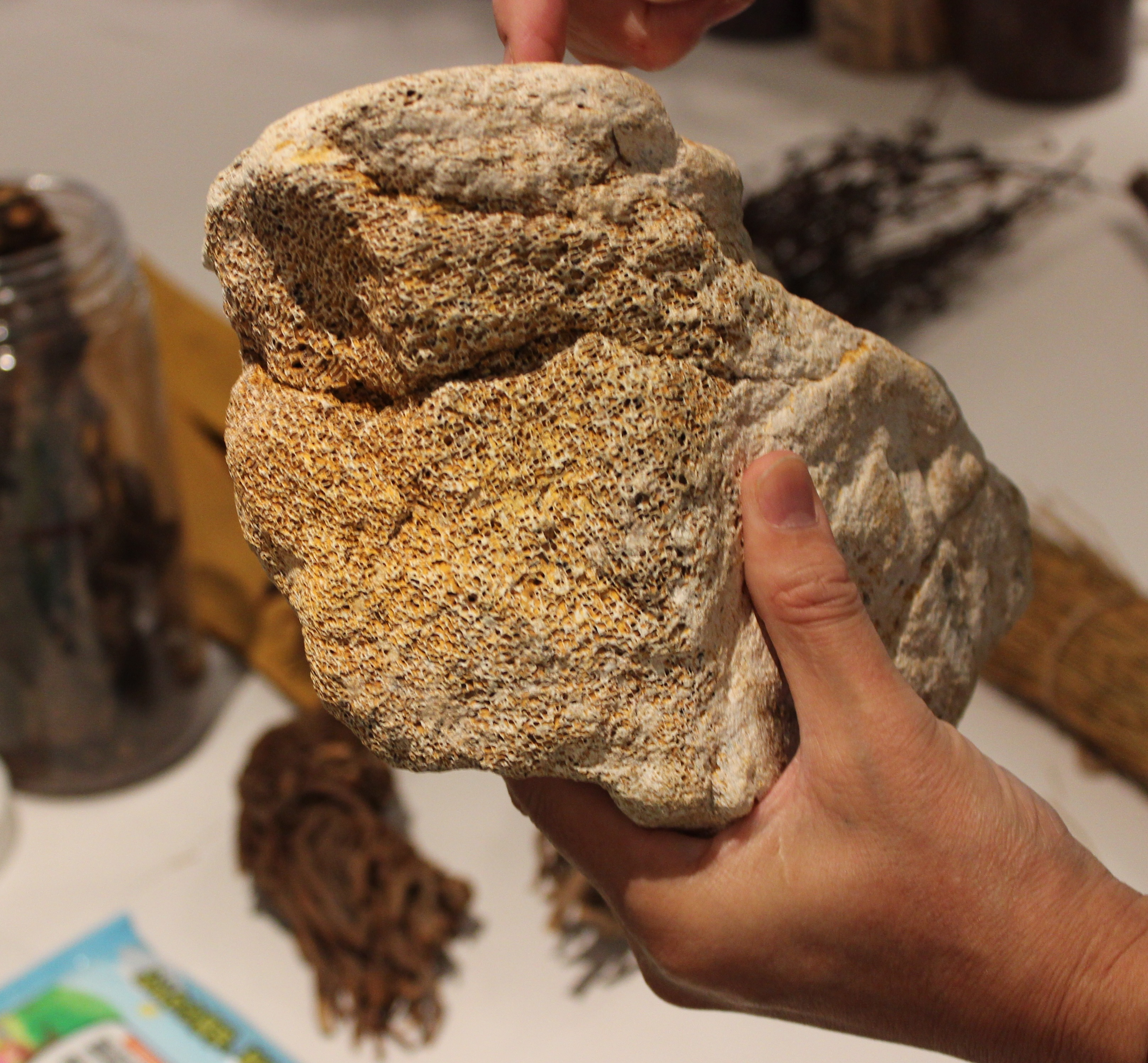
竜骨(リュウコツ)
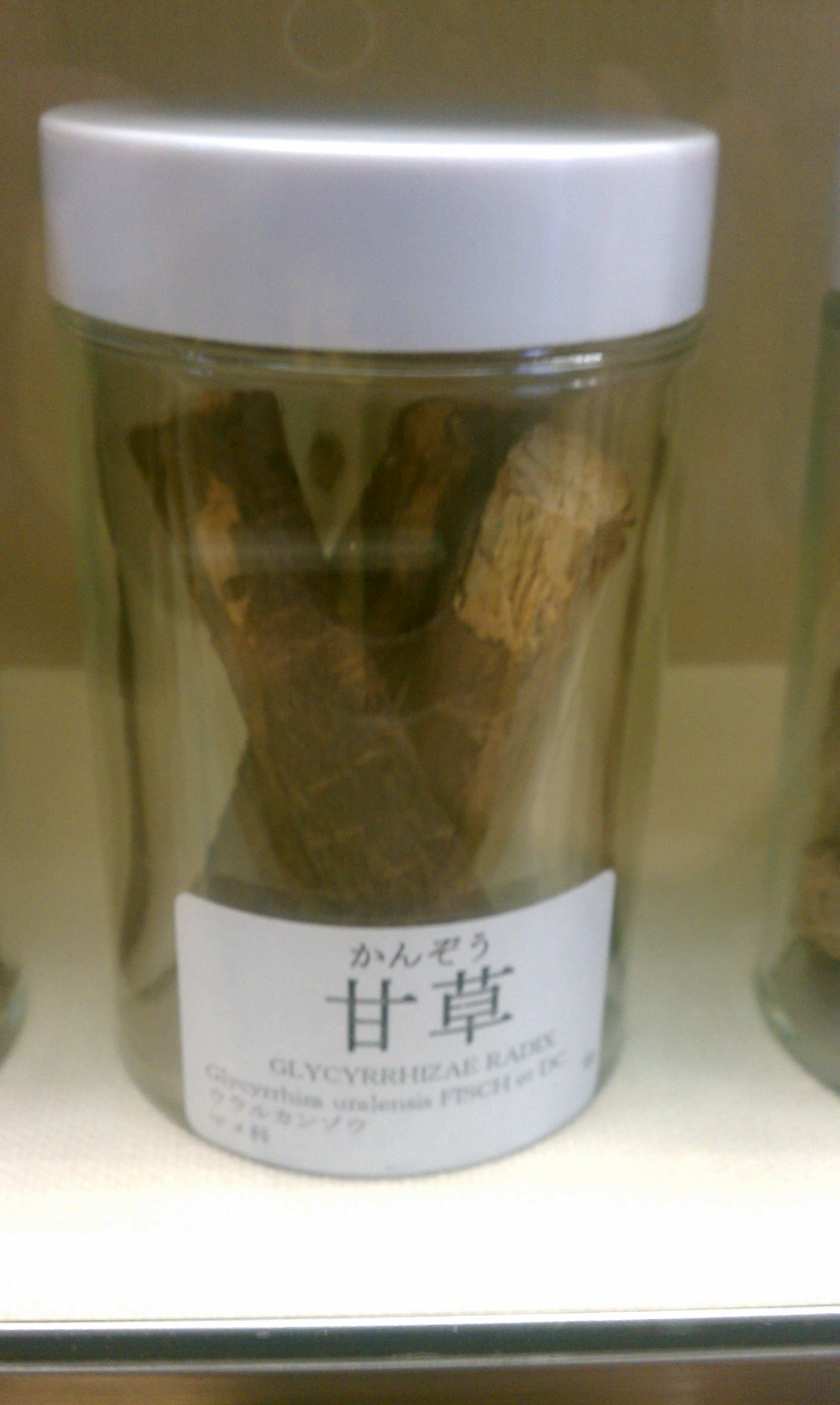
甘草(カンゾウ)
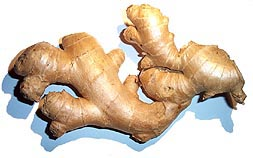
生姜(ショウキョウ)